# طلا(III) کلرید
کلرید طلا (III) (به انگلیسی: Gold(III) chloride) با فرمول شیمیایی AuCl۳(exists as Au۲Cl۶) یک ترکیب شیمیایی با شناسه پاب‌کم ۲۶۰۳۰ است؛ که جرم مولی آن ۳۰۳٫۳۲۵ g/mol می‌باشد. شکل ظاهری این ترکیب، بلورهای قرمز و زرد است.